# Jean-Pierre Hureau
Pour les articles homonymes, voir Hureau.
Jean-Pierre Hureau, né le 2 août 1932 au Havre et mort le 17 juin 2024 à Sainte-Adresse, est un chef d'entreprise et dirigeant sportif français.
Il est le président du Havre Athletic Club, club de football de Haute-Normandie, de 1979 à 2000.

## Biographie
Jean-Pierre Hureau joue au football dans sa jeunesse. Formé au Havre AC, il s'installe ensuite à Rouen et joue pour l'US Quevilly avec lequel il est champion de France amateur en 1954 et 1955. Il revient plus tard au Havre et dirige notamment plusieurs restaurants, dont le Bistrot des Halles et la brasserie Paillette.
Par l'entremise de René Bourillon, Hureau se voit proposer la présidence du Havre AC, le club de football de sa ville natale, à la fin des années 1970, alors qu'il évolue en troisième division,. 
Sous l'impulsion de son nouveau président, le club havrais remonte d'abord et se maintient en deuxième division du championnat de France, remet en place une section professionnelle en 1981 et retrouve l'élite en 1985. Le club se développe en interne également, ouvre notamment un centre de formation qui connaît une grande réussite et fait rénover son stade. Relégué en 1988, le club est de nouveau promu en 1991 et atteint la 7e place du championnat la saison suivante. En 1985 et 1991 il est élu dirigeant de l'année par le magazine France Football. Le Havre AC se maintient en première division pendant neuf saisons consécutives, généralement en deuxième partie de tableau. Hureau annonce finalement qu'il quitte la direction du club à la fin de la saison 1999-2000, au moment de la relégation du club. Jean-Pierre Louvel, qu'il avait nommé en 1985 à la tête du centre de formation, lui succède.
En parallèle, Hureau prend des responsabilités à la Ligue de football professionnel, dont il est notamment le délégué auprès de l'équipe de France dans les années 1990.